# Hichem Mezaïr
Hichem Mezaïr est un footballeur international algérien né le 16 octobre 1976 à Tlemcen. Il évoluant au poste de gardien de but.
Il compte 30 sélections avec l'équipe d'Algérie entre 1998 et 2006, avec laquelle il a notamment participé à la CAN 2004.

## Palmarès

### En clubs
- Vainqueur de la Coupe de l'UAFA en 1998 avec le WA Tlemcen.
- Vainqueur de la coupe d'Algérie en 1998 avec le WA Tlemcen.
- Finaliste de la coupe d'Algérie en 2000 avec le WA Tlemcen.
- Finaliste de la coupe de la Ligue d'Algérie en 1999 avec le WA Tlemcen.
- Champion d'Algérie en 2002 et 2003 avec l'USM Alger.
- Vice-champion d'Algérie en 2001 et 2004 avec l'USM Alger.
- Vainqueur de la coupe d'Algérie en 2001, 2003 et 2004 avec l'USM Alger.
- Accession en Ligue 1 en 2014 avec l'ASM Oran.
- Accession en Ligue 1 en 2015 avec le RC Relizane.

### Distinctions personnels
- Trophée du meilleur gardien d'Algérie saison 2003-2004 et saison 2004-2005.
- Élu troisième meilleur gardien d'Afrique en 2004 après Vincent Enyeama et Carlos Idriss Kameni.

### Avec l'équipe d'Algérie
Le tableau suivant indique les rencontres de l'équipe d'Algérie dans lesquelles Hichem Mezaïr a été sélectionné depuis le 14 août 1998 jusqu'à 28 février 2006.